# Rožmitál na Šumavě
Rožmitál na Šumavě település Csehországban, a Český Krumlov-i járásban. Rožmitál na Šumavě Malšín, Bujanov, Střítež, Větřní, Věžovatá Pláně, Dolní Dvořiště, Omlenice, Přídolí, Czech Republic és Rožmberk nad Vltavou településekkel határos. Lakosainak száma 421 fő (2024. január 1.).

## Népesség
A település lakosságának változását az alábbi diagram mutatja:
| Lakosok száma | 2197 | 2196 | 1892 | 393  | 425  | 385  | 441  | 449  | 446  | 421  |
|               | 1869 | 1890 | 1921 | 1950 | 1980 | 2001 | 2017 | 2019 | 2022 | 2024 |